# Satyricon
A Satyricon norvég black metal/heavy metal/black'n'roll együttes, amely Oslóban alakult. Jelenleg Satyr (Sigurd Wongraven) és Frost (Kjetil-Vidar Haraldstad) alkotja. Korábban tagja volt Kveldulv (Nocturno Culto), Samoth, Exhurtum (Carl-Michael Erde), Wargod (Vegard Blomberg) és Lemarchand (Havard Jorgensen). 

## Története
1990-ben alakult az együttes, Eczema néven. 1991-ben változtatták meg a nevüket Satyriconra. Első demóalbumuk után Exhurtumtól rögtön meg is váltak, mert úgy gondolták, hogy nem illik az együttes stílusához. 1994-ben jelent meg első stúdióalbumuk. Wargod saját döntése alapján hagyta ott a Satyricont, míg Lemarchand-ot szintén kitették a zenekarból a második demólemez után. Korai lemezeik (Dark Medieval Times, The Shadowthrone, Nemesis Divina) hagyományos black metal stílusúak, míg a Rebel Extravaganza albummal kezdve stílusuk kísérletezősebbé vált, egyre több heavy metal elem vegyült zenéjükbe, amely erősen megosztotta a rajongótábort. 
Magyarországon is felléptek már, több alkalommal is. Legelőször 2006-ban koncerteztek nálunk, az A38 Hajón. 2009-ben másodszor is felléptek a Sziget Fesztiválon. 2013-ban harmadszor is eljutottak hazánkba, ekkor a tajvani Chthonic-kal együtt jöttek. Ekkor szintén az A38-on léptek fel. 2018. március 20.-án negyedszer is felléptek itthon, az új album miatt, a Dürer Kertben, a görög Suicidal Angels-szel együtt. Utóbbi először koncertezett Magyarországon.
2006-os K.I.N.G. című daluk a hetedik helyet szerezte meg a norvég slágerlistán, ahol három hétig szerepelt.

## Diszkográfia

### Stúdióalbumok
- Dark Medieval Times (1994)
- The Shadowthrone (1994)
- Nemesis Divina (1996)
- Rebel Extravaganza (1999)
- Volcano (2002)
- Now, Diabolical (2006)
- The Age of Nero (2008)
- Satyricon (2013)
- Deep Calleth Upon Deep (2017)
- Satyricon & Munch (2022)